# Mons-en-Laonnois
Pour les articles homonymes, voir Mons (homonymie).
Mons-en-Laonnois est une commune française située dans le département de l'Aisne, en région Hauts-de-France.

## Géographie
- 1Carte dynamique
- 2Carte OpenStreetMap
- 3Carte topographique
- 4Carte avec les communes environnantes

Le territoire de la commune s'étend des Creuttes jusqu'à Laon qui sont d'altitudes similaires. À partir de Clacy-et-Thierret, une route sépare les deux communes partagées par la route.
La commune fait aussi partie des Monts et Merveilles du Laonnois.
Mons-en-Laonnois est située à 6 kilomètres de Laon, échangeur A26 à 8 kilomètres, traversé par les RD 652 et 65, la RN 2 (Laon – Soissons) à 3 kilomètres, est desservie par une gare commune avec Clacy-et-Thierret (ligne SNCF Paris - Laon). La superficie de la commune est de 410 ha et le point culminant se trouve à 188 mètres.
Le village de Mons-en-Laonnois s'étend au pied d'une ligne de collines qui se découpent en amphithéâtre. Le hameau des Creuttes qui domine cette anse de verdure offre un superbe point de vue sur la montagne de Laon et sa plaine marquetée.
À l'ouest de la route départementale 65 qui relie les nationales 44 (Cerny-lès-Bucy) et 2 (par Vaucelles-et-Beffecourt) l'espace communal est marqué par les versants boisés de Bourguignon-sous-Montbavin ; à l'est de cet axe, c'est une plaine riante constituée de pâturages et de bosquets, dans laquelle s'écoule le ru du sart l'Abbé.
Au cœur du village se dresse, majestueuse l'église Saint-Pierre-et-Saint-Paul du XIIIe siècle, et devant celle-ci, la place d'Aix-en-Provence, avec le monument aux morts et la mairie.
Le passé vinicole de la commune explique la présence de nombreux vendangeoirs. Au début du siècle, on en dénombrait une vingtaine ; ces constructions bourgeoises en pierre des XVIIe et XVIIIe siècles alternent avec des pavillons plus récents qui soignent leur intégration dans des sites verdoyants.
Le cœur du village avec ses rues bordées de hauts murs en pierre est caractéristique des villages laonnois.
Une politique de fleurissement et d'embellissement anime tous les quartiers du bourg lui procurant le privilège de séduire ses visiteurs et de retenir ceux qui comprennent le charme discret de son sourire.
Le chemin GR12A traverse les collines boisées du Chété (avec son chemin de Croix) et des Creuttes, avec les vestiges de l'église Saint-Pierre, la fontaine des Bertins et le Fort séré de Rivières.
|                            | Clacy-et-Thierret       |                      |
| Laniscourt                 | Mons-en-Laonnois        | Chivy-lès-Étouvelles |
| Bourguignon-sous-Montbavin | Vaucelles-et-Beffecourt |                      |

### Hydrographie
La commune est située dans le bassin Seine-Normandie. Elle est drainée par le ruisseau du Sart Labbe et le cours d'eau 02 de la commune de Mons-en-Laonnais,,.
Le ruisseau du Sart Labbe, d'une longueur de 14 km, prend sa source dans la commune de Crépy et se jette  dans l'Ardon à Chivy-lès-Étouvelles, après avoir traversé huit communes.

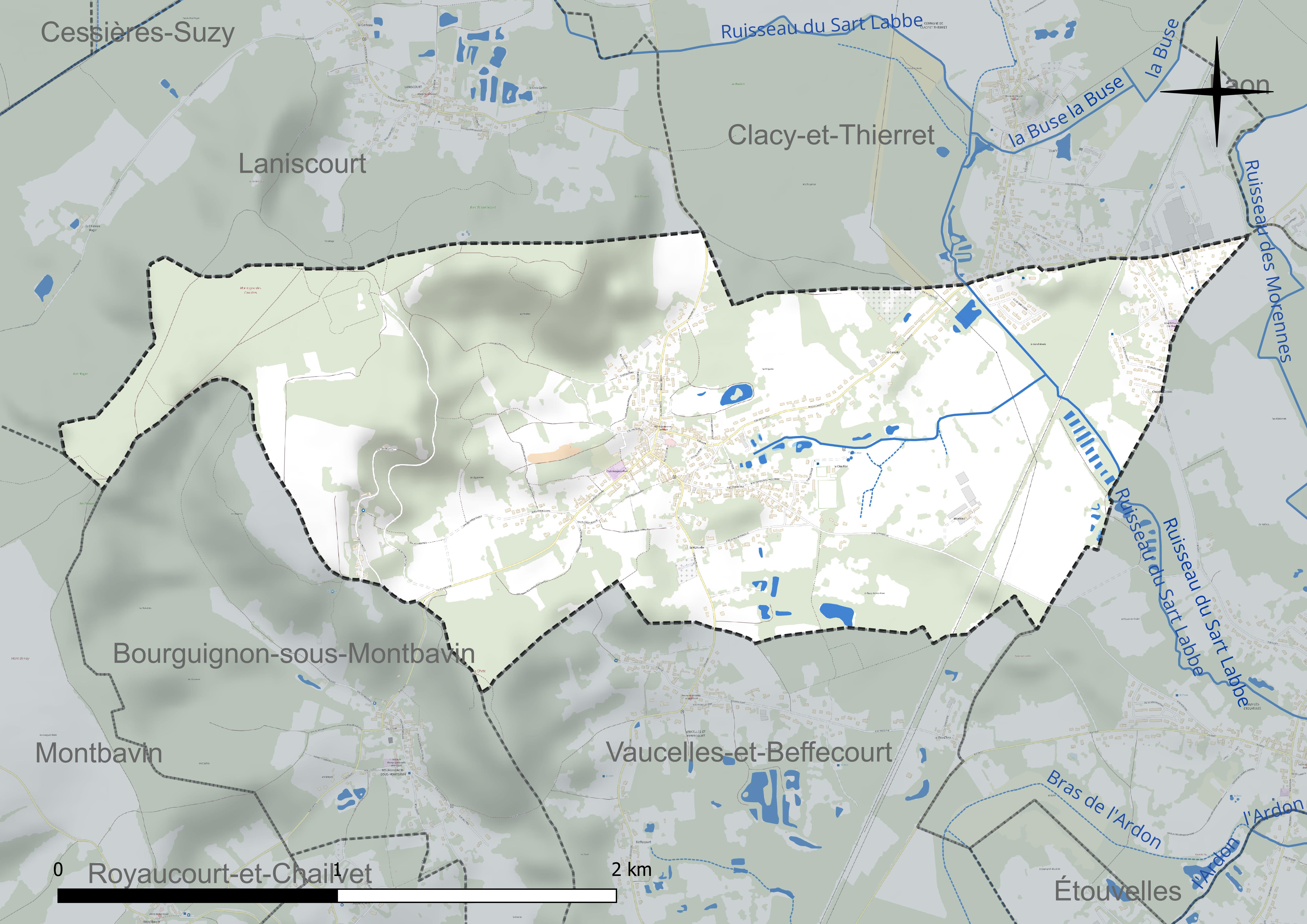
Réseau hydrographique de Mons-en-Laonnois.

### Climat
Pour des articles plus généraux, voir Climat des Hauts-de-France et Climat de l'Aisne.
En 2010, le climat de la commune est de type climat océanique dégradé des plaines du Centre et du Nord, selon une étude du CNRS s'appuyant sur une série de données couvrant la période 1971-2000. En 2020, Météo-France publie une typologie des climats de la France métropolitaine dans laquelle la commune est exposée à un climat océanique altéré et est dans la région climatique Nord-est du bassin Parisien, caractérisée par un ensoleillement médiocre, une pluviométrie moyenne régulièrement répartie au cours de l'année et un hiver froid (3 °C).
Pour la période 1971-2000, la température annuelle moyenne est de 10,4 °C, avec une amplitude thermique annuelle de 15,1 °C. Le cumul annuel moyen de précipitations est de 705 mm, avec 11,2 jours de précipitations en janvier et 8,4 jours en juillet. Pour la période 1991-2020, la température moyenne annuelle observée sur la station météorologique la plus proche, située sur la commune d'Aulnois-sous-Laon à 9 km à vol d'oiseau, est de 11,0 °C et le cumul annuel moyen de précipitations est de 685,6 mm,. Pour l'avenir, les paramètres climatiques de la commune estimés pour 2050 selon différents scénarios d'émission de gaz à effet de serre sont consultables sur un site dédié publié par Météo-France en novembre 2022.

## Urbanisme

### Typologie
Au 1er janvier 2024, Mons-en-Laonnois est catégorisée bourg rural, selon la nouvelle grille communale de densité à 7 niveaux définie par l'Insee en 2022.
Elle est située hors unité urbaine. Par ailleurs la commune fait partie de l'aire d'attraction de Laon, dont elle est une commune de la couronne,. Cette aire, qui regroupe 106 communes, est catégorisée dans les aires de 50 000 à moins de 200 000 habitants,.

### Occupation des sols
L'occupation des sols de la commune, telle qu'elle ressort de la base de données européenne d'occupation biophysique des sols Corine Land Cover (CLC), est marquée par l'importance des territoires agricoles (41,6 % en 2018), en diminution par rapport à 1990 (49,4 %). La répartition détaillée en 2018 est la suivante : 
forêts (40 %), prairies (37,1 %), zones urbanisées (18,4 %), terres arables (4,5 %).
L'évolution de l'occupation des sols de la commune et de ses infrastructures peut être observée sur les différentes représentations cartographiques du territoire : la carte de Cassini (XVIIIe siècle), la carte d'état-major (1820-1866) et les cartes ou photos aériennes de l'IGN pour la période actuelle (1950 à aujourd'hui).

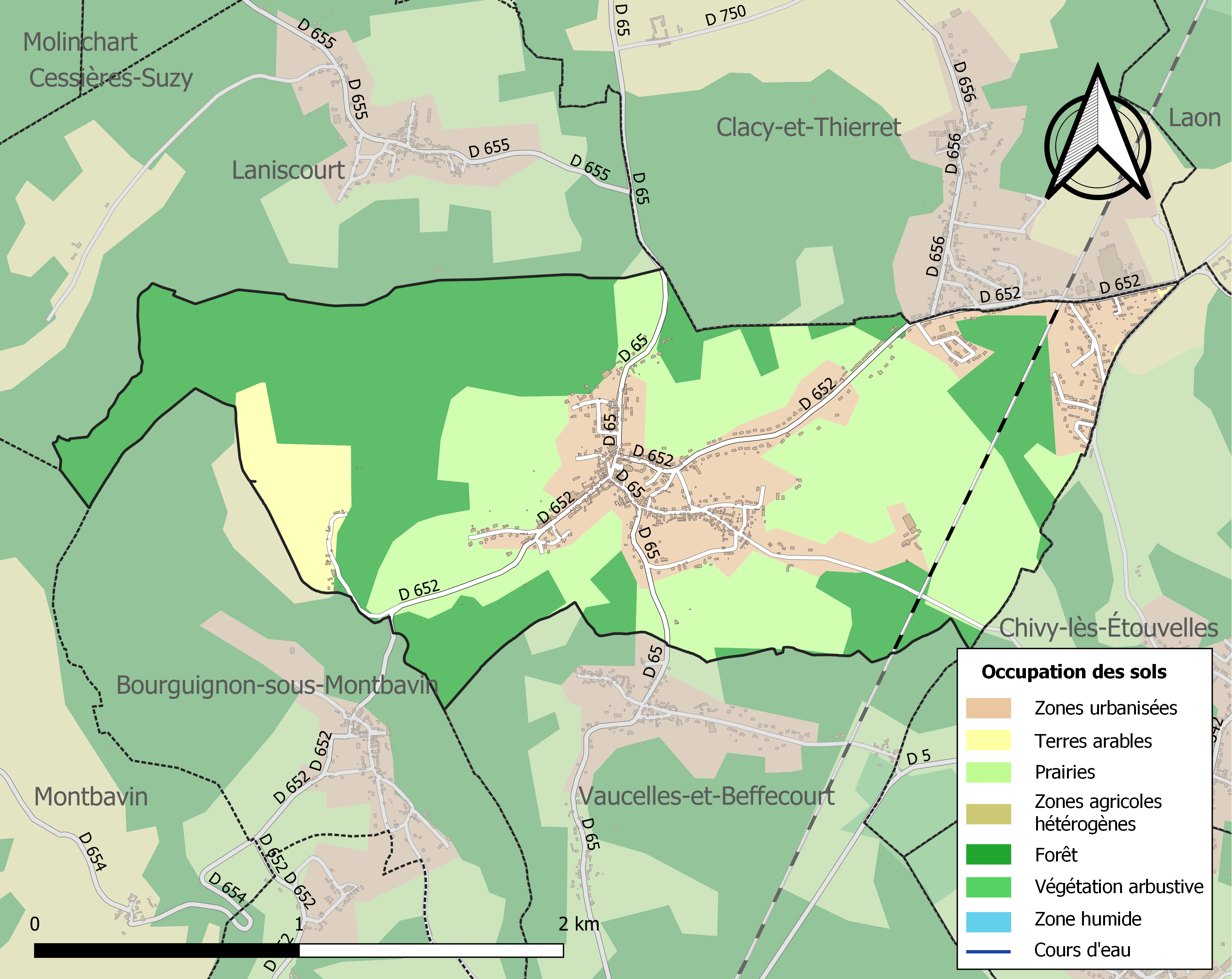
Carte de l'occupation des sols de la commune en 2018 (CLC).

## Toponymie
Le nom de la localité est attesté sous les formes Montes (1166) ; Montes-in-Laudunesio (1257) ; Mons-en-Loonois (1262) ; Montes-in-Laudunisio (1276) ; Mons (1283) ; Mons-en-Lannois (1326) ; Mons-en-Lannoys (1339) ; Mons-en-Laonnoys (1389) ; Mons-à-Lannoys (1440) ; Mons-in-Laudunesio (1447) ; Mons-en-Laoulnois (1541). Durant la Révolution, la commune porte le nom de Mons-les-Creuttes.

Mons est issu du pluriel de l'oïl « mont ».
Le Laonnois  est un « pays » et une petite région naturelle du département de l'Aisne, centré autour de la ville de Laon et délimitée par l'Oise, l'Ailette et l'Aisne. Son territoire est issu du Pagus Laudunensis gallo-romain qui donnera le diocèse de Laon.

## Histoire

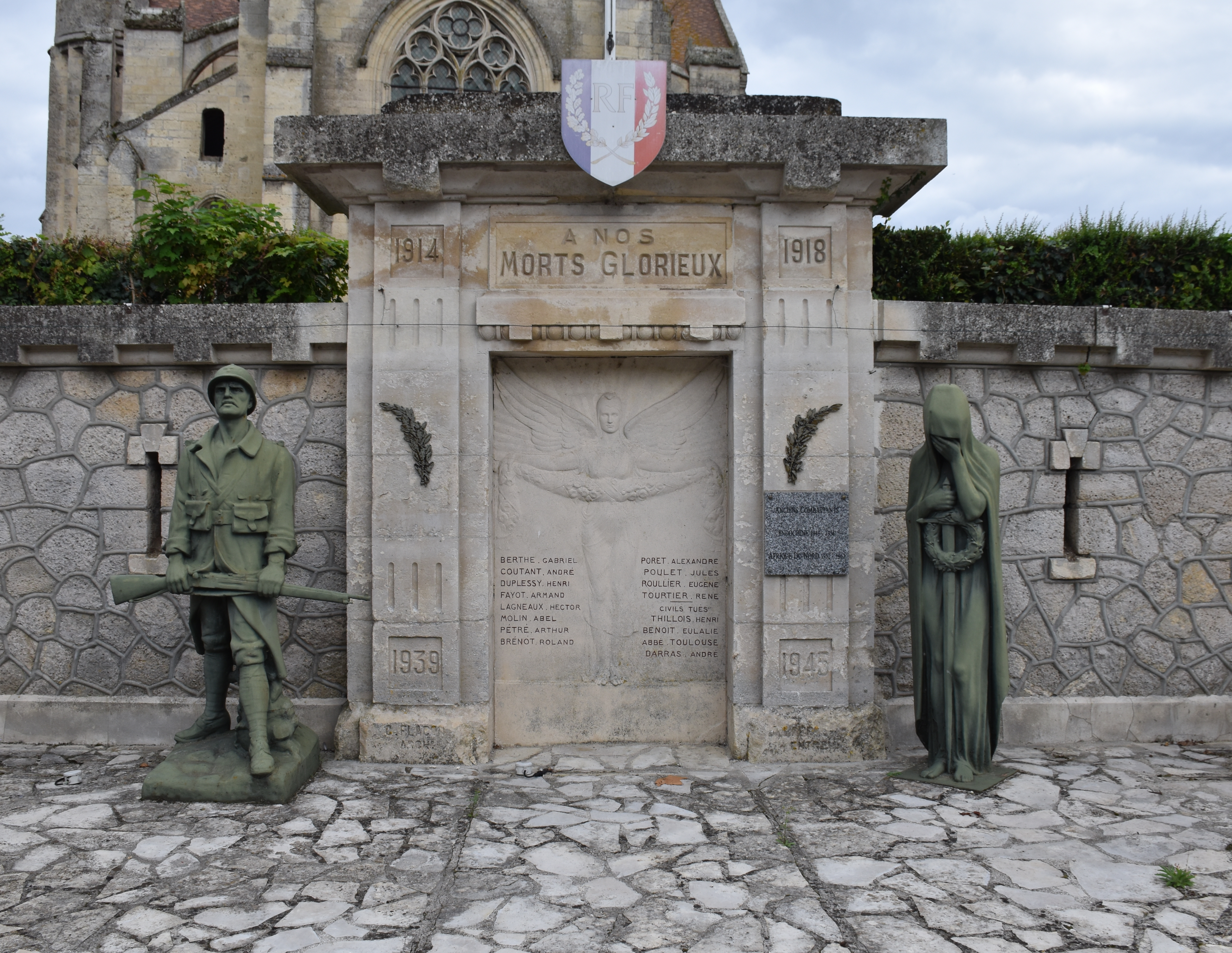
Le monument aux morts.

Mons-en-Laonnois a été ravagée pendant la Première Guerre mondiale par les Allemands. Le village fut pratiquement rasé. C'est alors qu'en 1920 à Aix-en-Provence lors du conseil municipal, le maire de l'époque monsieur Joseph Jourdan proposa de l'aide à Mons. Le village reçut alors une importante somme d'argent mais également beaucoup de fret acheminé par voie ferrée.
Le village put se reconstruire et retrouver ses habitants jusqu'à sa population actuelle.

## Politique et administration

### Découpage territorial
La commune de Mons-en-Laonnois est membre de la communauté d'agglomération du Pays de Laon, un établissement public de coopération intercommunale (EPCI) à fiscalité propre créé le 1er janvier 2014 dont le siège est à Aulnois-sous-Laon. Ce dernier est par ailleurs membre d'autres groupements intercommunaux.
Sur le plan administratif, elle est rattachée à l'arrondissement de Laon, au département de l'Aisne et à la région Hauts-de-France. Sur le plan électoral, elle dépend du  canton de Laon-1 pour l'élection des conseillers départementaux, depuis le redécoupage cantonal de 2014 entré en vigueur en 2015, et de la première circonscription de l'Aisne  pour les élections législatives, depuis le dernier découpage électoral de 2010.

### Administration municipale

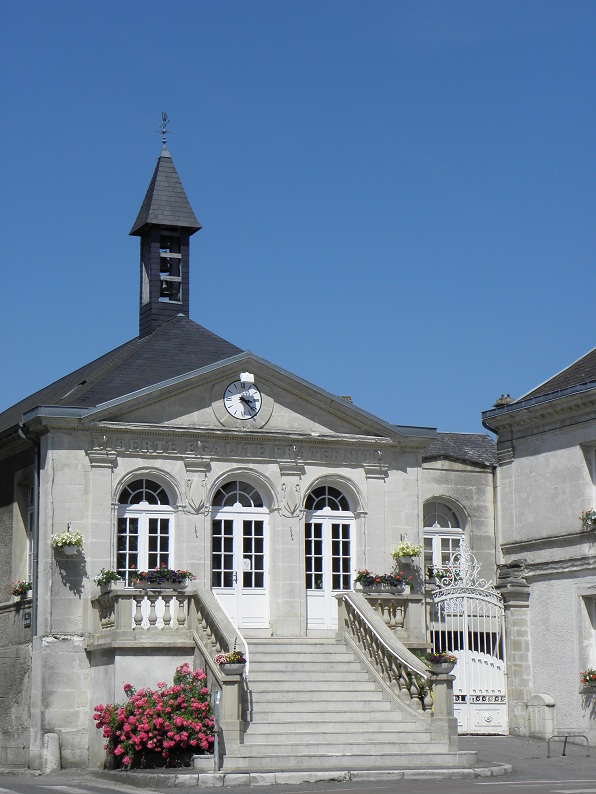
Mairie de
Mons-en-Laonnois.

| Période                                  | Période                   | Identité       | Étiquette           | Qualité                                                   |
| ---------------------------------------- | ------------------------- | -------------- | ------------------- | --------------------------------------------------------- |
| Les données manquantes sont à compléter. |                           |                |                     |                                                           |
| avant 1878                               | après 1879                | Gaury          |                     |                                                           |
| 1925                                     | 1945                      | Émile Roussel  | Gauche républicaine | Sous-préfet puis préfet Sénateur de l'Aisne (1925 → 1945) |
| 1963                                     | 1977                      | Pierre Leleux  |                     |                                                           |
| 1977                                     | 1983                      | Jules Tailleur |                     |                                                           |
| 1983                                     | 1987                      | Francel        |                     |                                                           |
| 1987                                     | 1988                      | Jules Tailleur |                     |                                                           |
| 1988                                     | 1995                      | Ferrari        |                     |                                                           |
| mars 1995                                | décembre 2017             | Robert Guyot,  | LR                  | Retraité Décédé en cours de mandat                        |
| décembre 2017                            | mars 2018                 | René Bellet    |                     |                                                           |
| mars 2018                                | En cours (au 28 mai 2020) | Gérard Charles |                     | Réélu pour le mandat 2020-2026                            |

## Démographie
L'évolution du nombre d'habitants est connue à travers les recensements de la population effectués dans la commune depuis 1793. Pour les communes de moins de 10 000 habitants, une enquête de recensement portant sur toute la population est réalisée tous les cinq ans, les populations de référence des années intermédiaires étant quant à elles estimées par interpolation ou extrapolation. Pour la commune, le premier recensement exhaustif entrant dans le cadre du nouveau dispositif a été réalisé en 2007.

En 2022, la commune comptait 1 148 habitants, en évolution de −2,13 % par rapport à 2016 (Aisne : −1,97 %, France hors Mayotte : +2,11 %).
| 1793 | 1800 | 1806 | 1821 | 1831 | 1836 | 1841 | 1846 | 1851 |
| ---- | ---- | ---- | ---- | ---- | ---- | ---- | ---- | ---- |
| 456  | 462  | 478  | 587  | 628  | 656  | 627  | 641  | 584  |

| 1856 | 1861 | 1866 | 1872 | 1876 | 1881 | 1886 | 1891 | 1896 |
| ---- | ---- | ---- | ---- | ---- | ---- | ---- | ---- | ---- |
| 549  | 535  | 524  | 547  | 529  | 485  | 509  | 570  | 499  |

| 1901 | 1906 | 1911 | 1921 | 1926 | 1931 | 1936 | 1946 | 1954 |
| ---- | ---- | ---- | ---- | ---- | ---- | ---- | ---- | ---- |
| 561  | 512  | 552  | 532  | 456  | 525  | 549  | 564  | 517  |

| 1962 | 1968 | 1975 | 1982 | 1990 | 1999 | 2006  | 2007  | 2012  |
| ---- | ---- | ---- | ---- | ---- | ---- | ----- | ----- | ----- |
| 841  | 987  | 996  | 973  | 999  | 947  | 1 064 | 1 081 | 1 202 |

| 2017  | 2022  | - | - | - | - | - | - | - |
| ----- | ----- | - | - | - | - | - | - | - |
| 1 152 | 1 148 | - | - | - | - | - | - | - |

## Culture locale et patrimoine

### Lieux et monuments

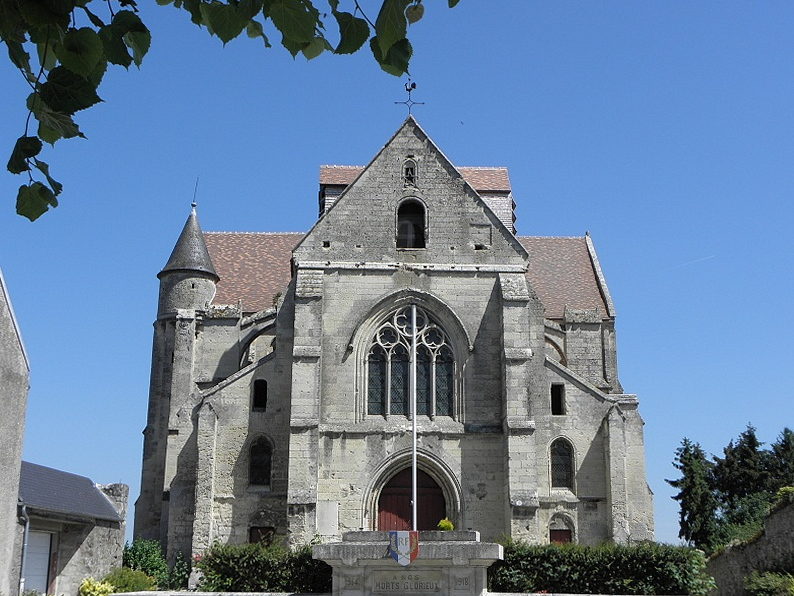
Façade occidentale de l'église de Mons-en-Laonnois.

- Église Saint-Pierre-et-Saint-Paul, classée monument historique le 12 août 1909[31].
- Monument aux morts.
- Chapelle du cimetière de Mons-en-Laonnois.
- Cimetière militaire allemand de Mons-en-Laonnois.
- Fort de Mons-en-Laonnois.

### Personnalités liées à la commune
- L'abbé Toulouse est un prêtre catholique français, combattant de la Première Guerre mondiale et résistant de la Seconde Guerre mondiale. Il fut arrêté par la Gestapo le 6 juin 1944 et déporté en Silésie, dans une mine de sel. Il était le curé de Mons-en-Laonnois. Une stèle lui est dédiée sur la place du bourg.

### Héraldique
| Blason de Mons-en-Laonnois | Blason  | De gueules à la fusée d'or ; chapé d'argent à deux crosses de gueules. |
| Blason de Mons-en-Laonnois | Détails | Le statut officiel du blason reste à déterminer.                       |